# Vene vezicale
Venele vezicale sunt venele din pelvis care drenează sângele din vezica urinară. Venele vezicale primesc sânge din plexul venos vezical și sunt afluenți ai venelor iliace interne. 

## Vezi și
- Plex venos vezical